# Lorius hypoinochrous
El lori ventrivinoso (Lorius hypoinochrous) una especie de ave psitaciforme de la familia Psittaculidae endémica de Papúa Nueva Guinea.

## Descripción

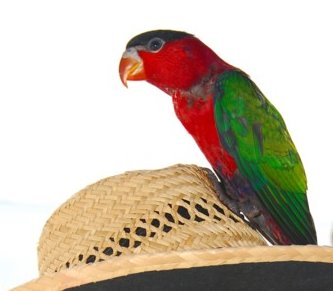
Ejemplar domesticado.

El lori ventrivinoso mide alrededor de 26 cm de largo. Su plumaje es principalmente rojo, con la frente y el píleo negros, las alas verdes y el vientre morado. Sus muslos también son morados y sus patas son grises oscuras. Sus rémiges son verdes y la base inferior de su cola azul. Su pico es de color naranja con la cera blanca. Presenta anillos oculares grises y el iris de sus ojos es anaranjado rojizo. Las tres subespecies presentan ligeras diferencias en la coloración de su plumaje.

## Taxonomía
Fue descrito científicamente por el zoólogo inglés George Robert Gray en 1859. Se reconocen tres subespecies:
- Lorius hypoinochrous devittatus Hartert 1898
- Lorius hypoinochrous hypoinochrous Gray, GR 1859
- Lorius hypoinochrous rosselianus Rothschild y Hartert 1918

## Distribución y hábitat
Ocupa el archipiélago Bismarck, las zonas costeras de la península papú y las islas cercanas. Sus hábitats naturales son las selvas húmedas tropicales y los manglares.